# Bahnradsport-Europameisterschaften der Junioren/U23 2019

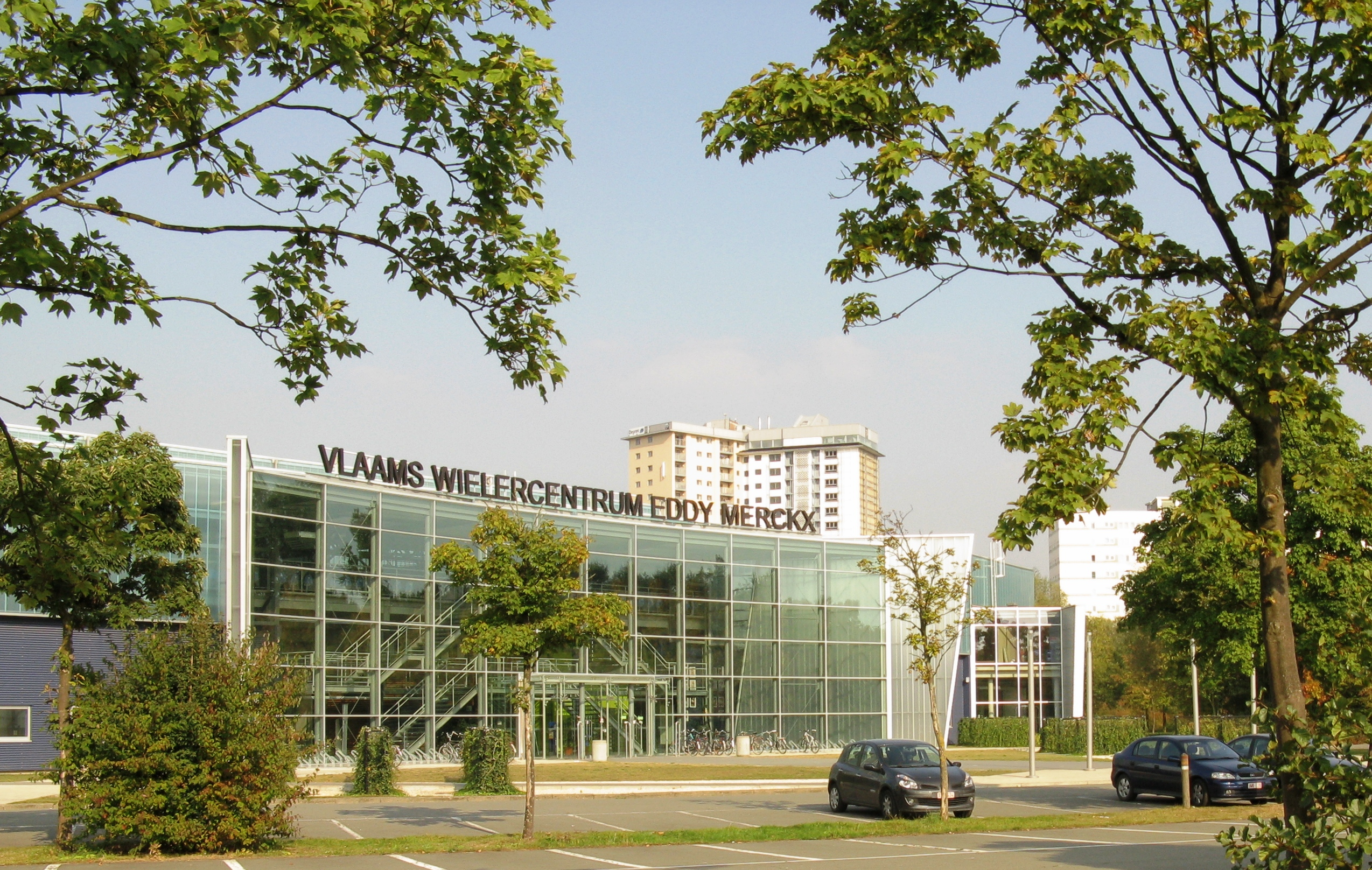
Das Vlaams Wielercentrum Eddy Merckx in Gent

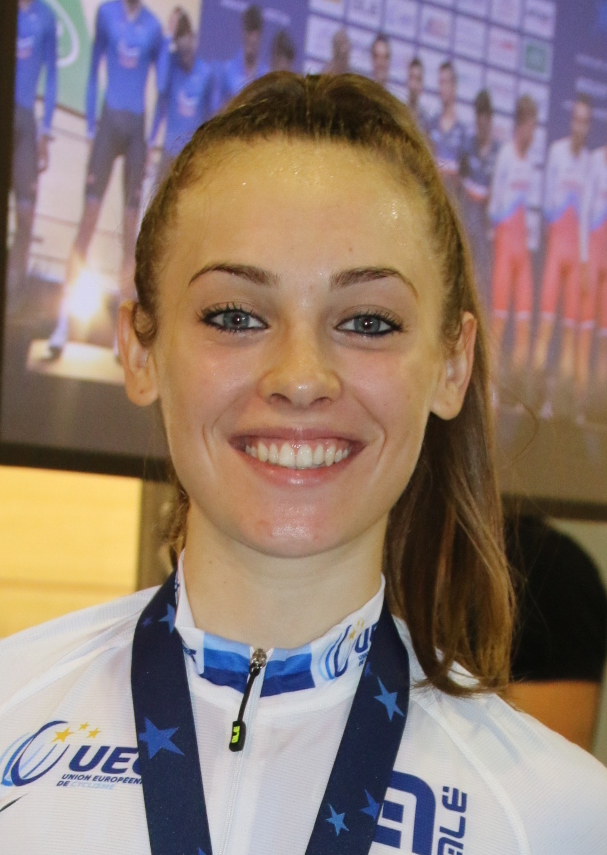
Die Italienerin Letizia Paternoster holte drei Titel in Gent

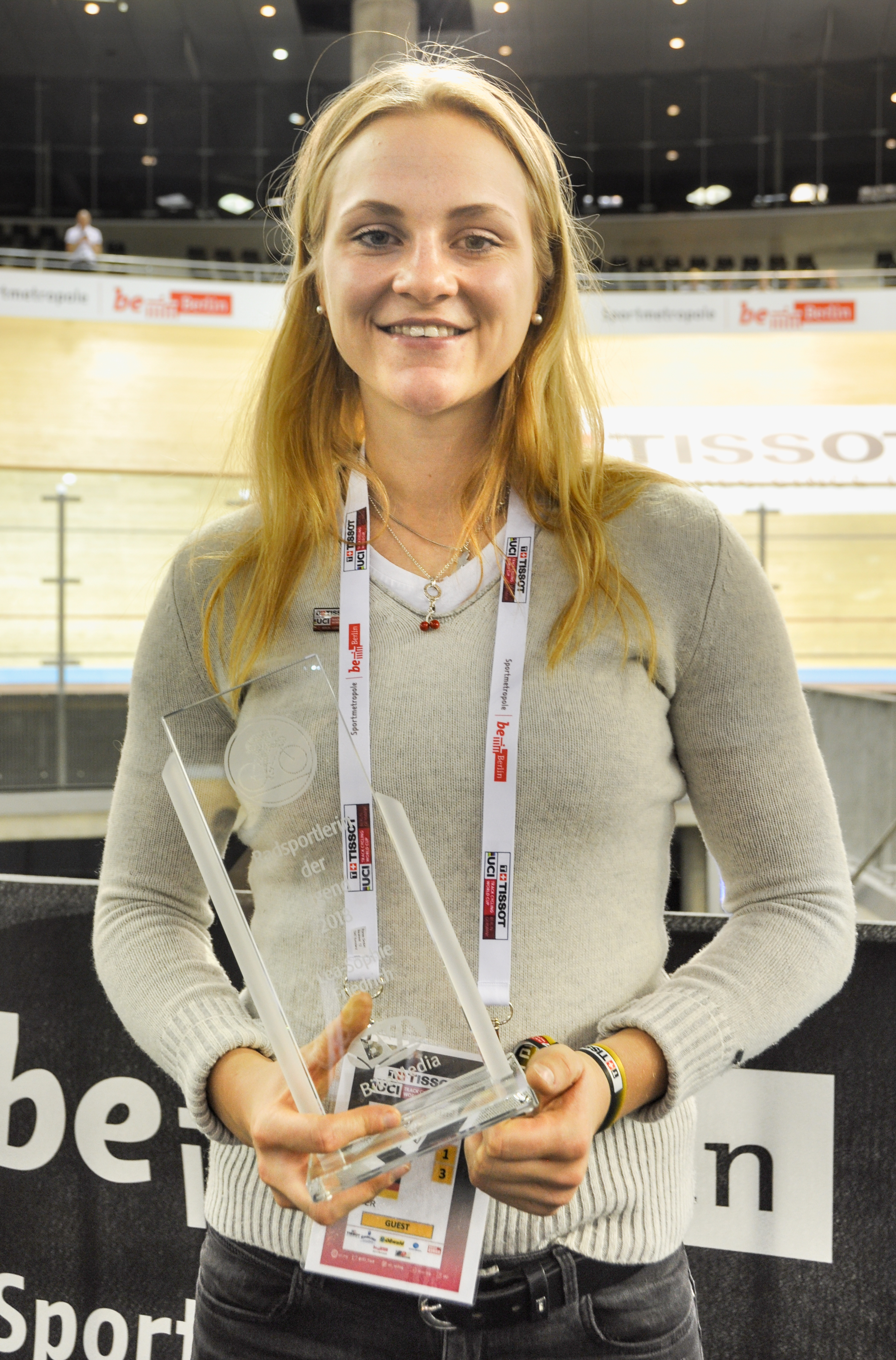
Die deutsche U23-Fahrerin Lea Sophie Friedrich (hier beim Bahn-Weltcup in Berlin 2018) gewann drei Medaillen

Die Bahnradsport-Europameisterschaften der Junioren/U23 2019 (2019 UEC Jun/U23 Track European Championships) wurden vom 9. bis 14. Juli im Vlaams Wielercentrum Eddy Merckx im belgischen Gent ausgetragen.
Über 400 Fahrerinnen und Fahrer aus 25 Ländern waren gemeldet. Es wurden 44 Titel vergeben, jeweils 22 im U23- und im Junioren-Bereich.
Die Mannschaft des Bundes Deutscher Radfahrer dominierte diese Nachwuchs-Europameisterschaften. Insgesamt errang sie 24 Medaillen, davon 13 goldene; ein bisher noch nie erreichter Erfolg der deutschen Nationalmannschaft in der Geschichte der Junioren- und U23-Meisterschaften, die seit 2010 jährlich ausgetragen werden. Auf dem zweiten Platz im Medaillenspiegel folgten Großbritannien (7, 5 und 2) und Russland auf Platz drei (6,3 und 7). Bei der italienischen Mannschaft stachen vor allem die Frauen mit sechs Ausdauer-Titeln hervor. Bei den Junioren überraschte das griechische Talent Konstantinos Livanos mit zwei Goldmedaillen. Der deutsche Junior Julien Jäger sicherte sich ebenfalls zwei Goldmedaillen im Teamsprint und im Keirin. Im Sprint unterlag er dem Griechen. Die Britin Emma Finucane gewann drei Medaillen bei den Juniorinnen im Kurzzeitbereich, die Deutsche Alessa-Catriona Pröpster entschied wiederum Keirin und Sprint für sich. Drei Bronzemedaillen gingen an die Junioren-Sprinterin Taky Marie-Divine Kouamé aus Frankreich, während die irische Juniorin Lara Gillespie dreimal Silber im Ausdauerbereich gewann. Die starke Italienerin Letizia Paternoster überzeugte erneut mit drei Goldmedaillen im Ausdauerbereich. Im Kurzzeitbereich der U23-Männer dominierten der Niederländer Harrie Lavreysen und der Franzose Sébastien Vigier.
Fahrer aus der Schweiz holten insgesamt drei Medaillen: Dabei gewannen Robin Froidevaux, Valère Thiébaud und Mauro Schmid jeweils zwei Medaillen (in Einzel- und Mannschaftswettbewerben). Der österreichische Junior Tim Wafler gewann mit Silber die einzige Medaille für sein Land.
Am vierten Wettkampftag stürzte der italienische Fahrer Lorenzo Gobbo beim Temporennen im Rahmen des Omniums der Junioren. Dabei bohrte sich ein etwa 40 Zentimeter langer Holzsplitter aus der Bahn in seinen Oberkörper und verletzte die Lunge und einen Oberschenkel. Der 17-jährige Gobbo wurde drei Stunden lang operiert, befand sich aber außer Lebensgefahr. Nach rund einer Woche konnte er das Krankenhaus in Gent verlassen und nach Italien zu seinen Eltern zurückreisen,

## Zeitplan (Finale)

### U23
| Datum                | Disziplinen Männer                           | Disziplinen Frauen                   |
| -------------------- | -------------------------------------------- | ------------------------------------ |
| Dienstag, 9. Juli    | Ausscheidungsfahren, Einerverfolgung         | Ausscheidungsfahren, Einerverfolgung |
| Mittwoch, 10. Juli   | Teamsprint, Scratch                          | Teamsprint, Scratch                  |
| Donnerstag, 11. Juli | 1000-Meter-Zeitfahren, Mannschaftsverfolgung | Mannschaftsverfolgung                |
| Freitag, 12. Juli    | Punktefahren                                 | Punktefahren, Sprint                 |
| Samstag, 13. Juli    | Sprint, Omnium                               | 500-Meter-Zeitfahren, Omnium         |
| Sonntag, 14. Juli    | Keirin, Zweier-Mannschaftsfahren             | Keirin, Zweier-Mannschaftsfahren     |

### Junioren/Juniorinnen
| Datum                | Disziplinen Junioren                                              | Disziplinen Juniorinnen                    |
| -------------------- | ----------------------------------------------------------------- | ------------------------------------------ |
| Dienstag, 9. Juli    | Scratch, Teamsprint                                               | Scratch, Teamsprint                        |
| Mittwoch, 10. Juli   | 1000-Meter-Zeitfahren, Mannschaftsverfolgung, Ausscheidungsfahren | Mannschaftsverfolgung, Ausscheidungsfahren |
| Donnerstag, 11. Juli | Einerverfolgung                                                   | Einerverfolgung, Sprint                    |
| Freitag, 12. Juli    | Sprint, Omnium                                                    | 500-Meter-Zeitfahren, Omnium               |
| Samstag, 13. Juli    | Keirin, Punktefahren                                              | Keirin, Punktefahren                       |
| Sonntag, 14. Juli    | Zweier-Mannschaftsfahren                                          | Zweier-Mannschaftsfahren                   |

## Resultate U23
- Legende: „G“ = Zeit aus dem Finale um Gold; „B“ = Zeit aus dem Finale um Bronze

### Sprint

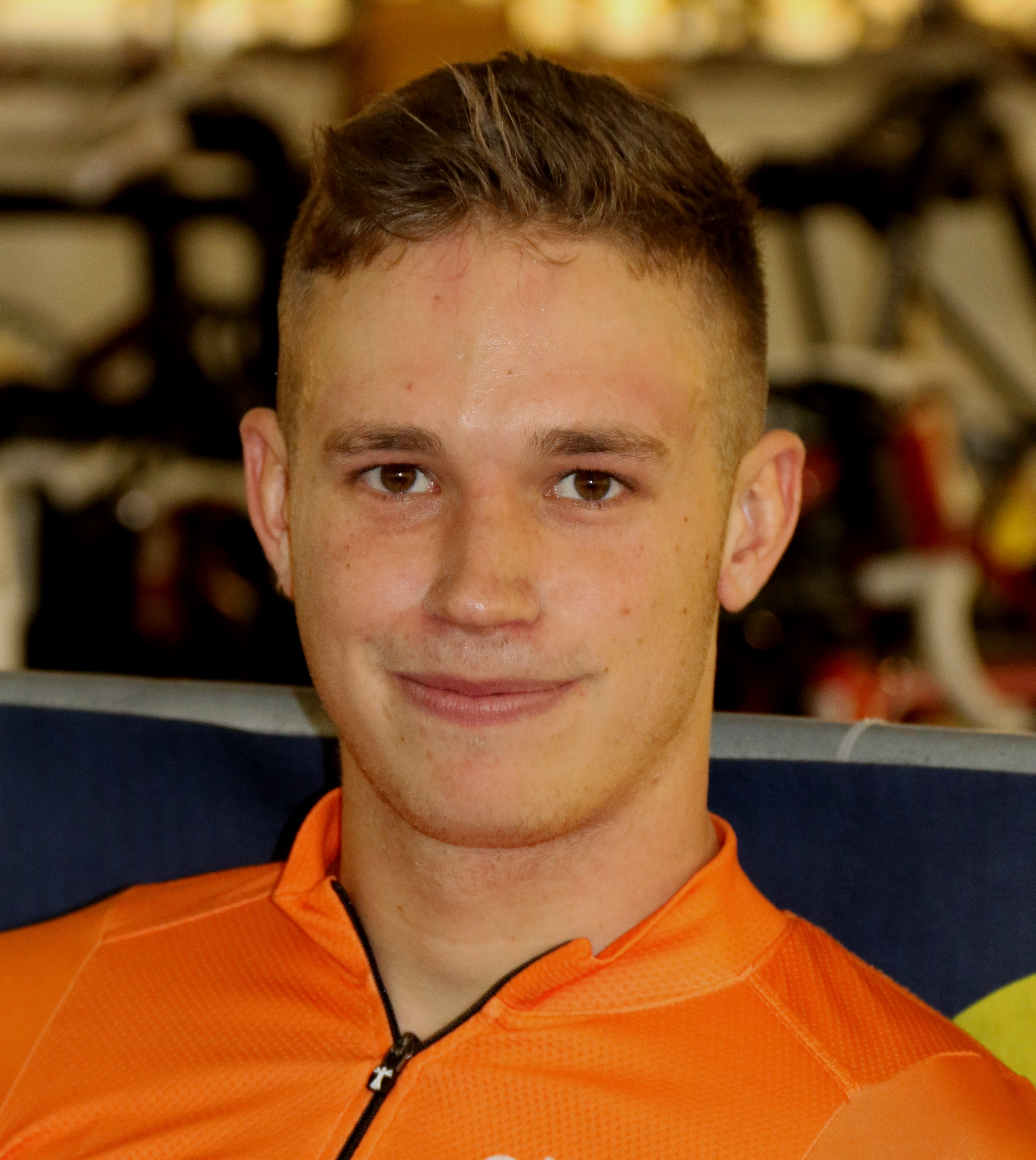
Der Niederländer Harrie Lavreysen …

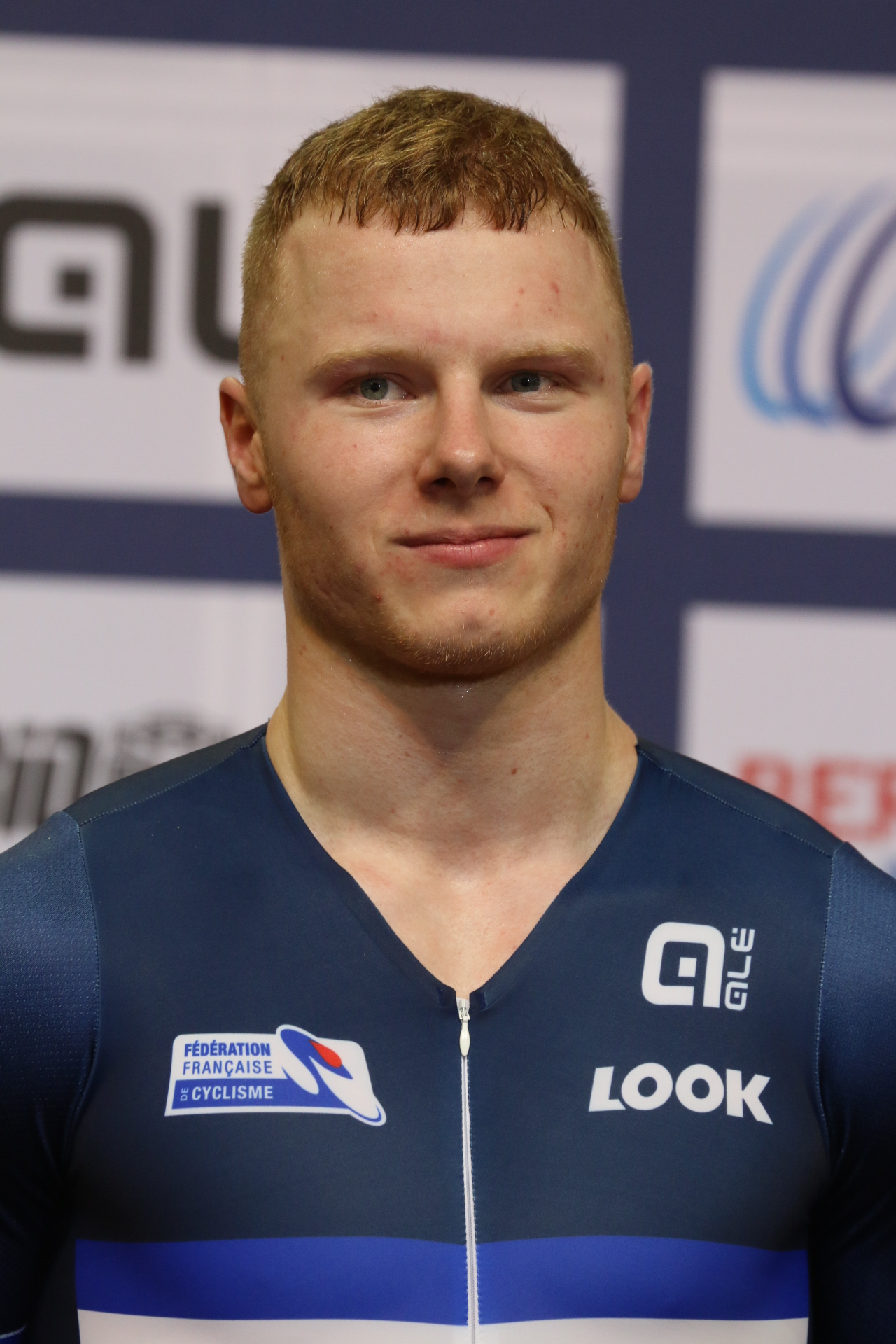
… und der Franzose Sébastien Vigier machten sich die Vorherrschaft im Kurzzeitbereich der U23 streitig

| Platz | Sportler         | Land | Zeit (s)              |
| ----- | ---------------- | ---- | --------------------- |
|       | Harrie Lavreysen | NED  | 10,015 (1) 10,295 (2) |
|       | Sébastien Vigier | FRA  |                       |
|       | Rayan Helal      | FRA  | 10,549 (1) 10,527 (2) |

| Platz | Sportlerin           | Land | Zeit (s)              |
| ----- | -------------------- | ---- | --------------------- |
|       | Mathilde Gros        | FRA  | 11,243 (1) 11,337 (2) |
|       | Lea Sophie Friedrich | GER  |                       |
|       | Miriam Vece          | ITA  | 11,695 (2) 11,511 (3) |

### Keirin
| Platz | Sportler         | Land |
| ----- | ---------------- | ---- |
|       | Sébastien Vigier | FRA  |
|       | Harrie Lavreysen | NED  |
|       | Rayan Helal      | FRA  |

| Platz | Sportlerin           | Land |
| ----- | -------------------- | ---- |
|       | Lea Sophie Friedrich | GER  |
|       | Steffie van der Peet | NED  |
|       | Hetty van de Wouw    | NED  |

### Teamsprint
| Platz | Sportler                                        | Land | Zeit (s) |
| ----- | ----------------------------------------------- | ---- | -------- |
|       | Koen van der Wijst Harrie Lavreysen Sam Ligtlee | NED  | 43,783 G |
|       | Melvin Landerneau Florian Grengbo Rayan Helal   | FRA  | 44,031 G |
|       | Daniil Komkow Alexei Nosow Pawel Rostow         | RUS  | 44,223 B |

| Platz | Sportlerin                             | Land | Zeit (s) |
| ----- | -------------------------------------- | ---- | -------- |
|       | Marlena Karwacka Nikola Sibiak         | POL  | 33,870 G |
|       | Hetty van de Wouw Steffie van der Peet | NED  | 34,024 G |
|       | Millicent Tanner Blaine Ridge-Davis    | GBR  | 33,962 B |

### Zeitfahren

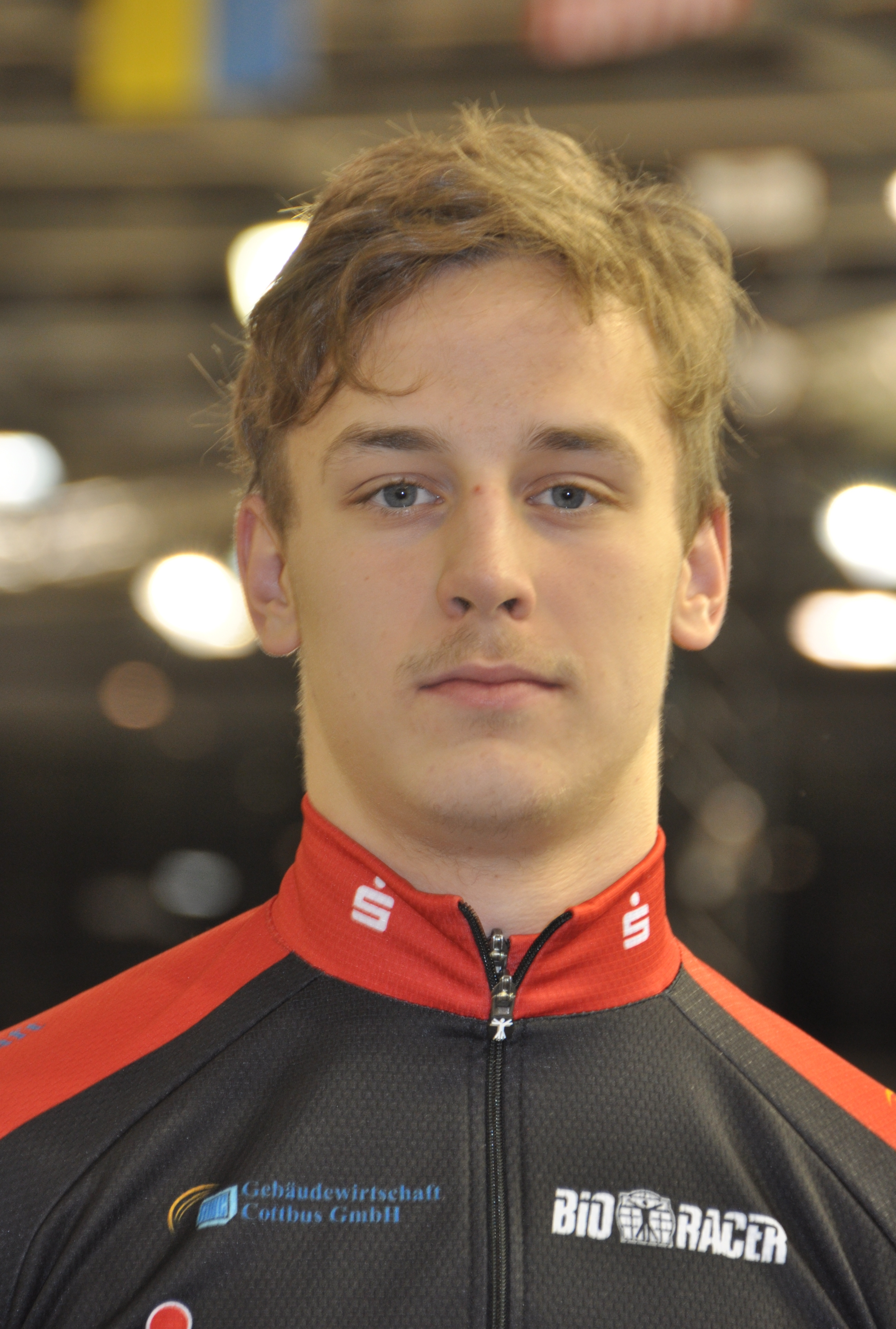
Anton Höhne wurde U23-Europameister im Zeitfahren

| Platz | Sportler          | Land | Zeit (min) |
| ----- | ----------------- | ---- | ---------- |
|       | Anton Höhne       | GER  | 1:01,571   |
|       | Melvin Landerneau | FRA  | 1:01,624   |
|       | Jiří Janošek      | CZE  | 1:01,826   |

| Platz | Sportlerin           | Land | Zeit (s) |
| ----- | -------------------- | ---- | -------- |
|       | Lea Sophie Friedrich | GER  | 33,635   |
|       | Miriam Vece          | ITA  | 34,046   |
|       | Mathilde Gros        | FRA  | 34,442   |

### Einerverfolgung

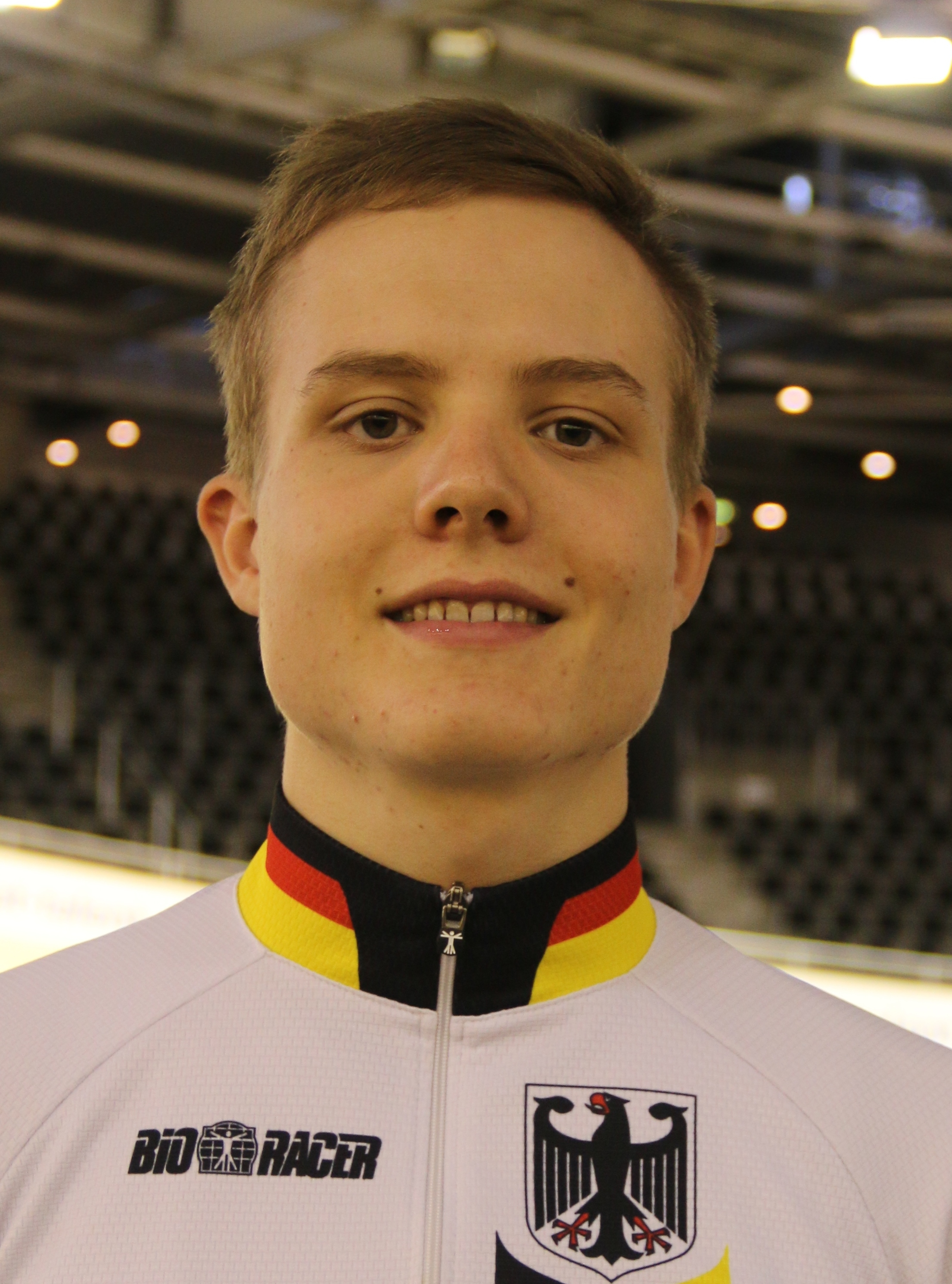
Der Deutsche Felix Groß verteidigte in der Einerverfolgung seinen U23-Titel aus dem Vorjahr

| Platz | Sportler     | Land | Zeit (min) |
| ----- | ------------ | ---- | ---------- |
|       | Felix Groß   | GER  | 4:12,895 G |
|       | Iwan Smirnow | RUS  | 4:16,049 G |
|       | Lew Gonow    | RUS  | 4:17,816 B |

| Platz | Sportlerin          | Land | Zeit (min) |
| ----- | ------------------- | ---- | ---------- |
|       | Franziska Brauße    | GER  | 3:29,538 G |
|       | Vittoria Guazzini   | ITA  | 3:34,743 G |
|       | Marija Nowolodskaja | RUS  | 3:34,041 B |

### Mannschaftsverfolgung
| Platz | Sportler                                                       | Land | Zeit (min) |
| ----- | -------------------------------------------------------------- | ---- | ---------- |
|       | Iwan Smirnow Dmitri Muchomedjarow Lew Gonow Gleb Syriza        | RUS  | 3:53,843 g |
|       | Fabio Van den Bossche Robbe Ghys Gerben Thijssen Sasha Weemaes | BEL  | 3:59,100   |
|       | Robin Froidevaux Valère Thiébaud Mauro Schmid Alex Vogel       | SUI  |            |

| Platz | Sportlerin                                                             | Land | Zeit (min)                       |
| ----- | ---------------------------------------------------------------------- | ---- | -------------------------------- |
|       | Letizia Paternoster Marta Cavalli Elisa Balsamo Vittoria Guazzini      | ITA  | 4:15,915                         |
|       | Clara Copponi Valentine Fortin Marion Borras Marie Le Net              | FRA  | 4:19,593                         |
|       | Franziska Brauße Michaela Ebert Lena Charlotte Reißner Laura Süßemilch | GER  | gegnerische Mannschaft eingeholt |

### Ausscheidungsfahren

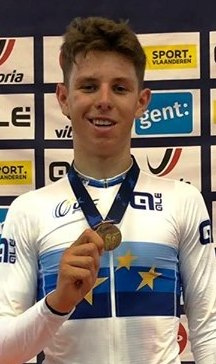
Tim Torn Teutenberg mit seiner Goldmedaille im Ausscheidungsfahren der Junioren

| Platz | Sportler             | Land |
| ----- | -------------------- | ---- |
|       | Jules Hesters        | BEL  |
|       | Miguel Do Rego       | POR  |
|       | Wladislaw Schcherban | UKR  |

| Platz | Sportlerin          | Land |
| ----- | ------------------- | ---- |
|       | Letizia Paternoster | ITA  |
|       | Maria Martins       | POR  |
|       | Shari Bossuyt       | BEL  |

### Scratch
| Platz | Sportler            | Land |
| ----- | ------------------- | ---- |
|       | Moritz Malcharek    | GER  |
|       | Daniel Babor        | CZE  |
|       | Aurélien Costeplane | FRA  |

| Platz | Sportlerin         | Land |
| ----- | ------------------ | ---- |
|       | Daria Malkowa      | RUS  |
|       | Oksana Kljatschyna | UKR  |
|       | Daria Pikulik      | POL  |

### Punktefahren
| Platz | Sportler        | Land | Punkte |
| ----- | --------------- | ---- | ------ |
|       | Richard Banusch | GER  | 71     |
|       | Valère Thiébaud | SUI  | 59     |
|       | Sawwa Nowikow   | RUS  | 38     |

| Platz | Sportlerin          | Land | Punkte |
| ----- | ------------------- | ---- | ------ |
|       | Natalia Studenikina | RUS  | 75     |
|       | Wiktoria Pikulik    | POL  | 61     |
|       | Shari Bossuyt       | BEL  | 51     |

### Omnium
| Platz | Sportler         | Land | Punkte |
| ----- | ---------------- | ---- | ------ |
|       | Matthew Walls    | GBR  | 138    |
|       | Donavan Grondin  | FRA  | 118    |
|       | Moritz Malcharek | GER  | 113    |

| Platz | Sportlerin      | Land | Punkte |
| ----- | --------------- | ---- | ------ |
|       | Jessica Roberts | GBR  | 136    |
|       | Clara Copponi   | FRA  | 119    |
|       | Daria Pikulik   | POL  | 129    |

### Madison
| Platz | Sportler                      | Land | Punkte (Runden) |
| ----- | ----------------------------- | ---- | --------------- |
|       | Matthew Walls Fred Wright     | GBR  | 49              |
|       | Donavan Grondin Thomas Denis  | FRA  | 31              |
|       | Robin Froidevaux Mauro Schmid | SUI  | 29              |

| Platz | Sportlerin                           | Land | Punkte (Runden) |
| ----- | ------------------------------------ | ---- | --------------- |
|       | Elisa Balsamo Letizia Paternoster    | ITA  | 37              |
|       | Daria Pikulik Wiktoria Pikulik       | POL  | 23              |
|       | Marija Nowolodskaja Marija Miljajewa | RUS  | 21              |

## Resultate Juniorinnen/Junioren
- Legende: „G“ = Zeit aus dem Finale um Gold; „B“ = Zeit aus dem Finale um Bronze

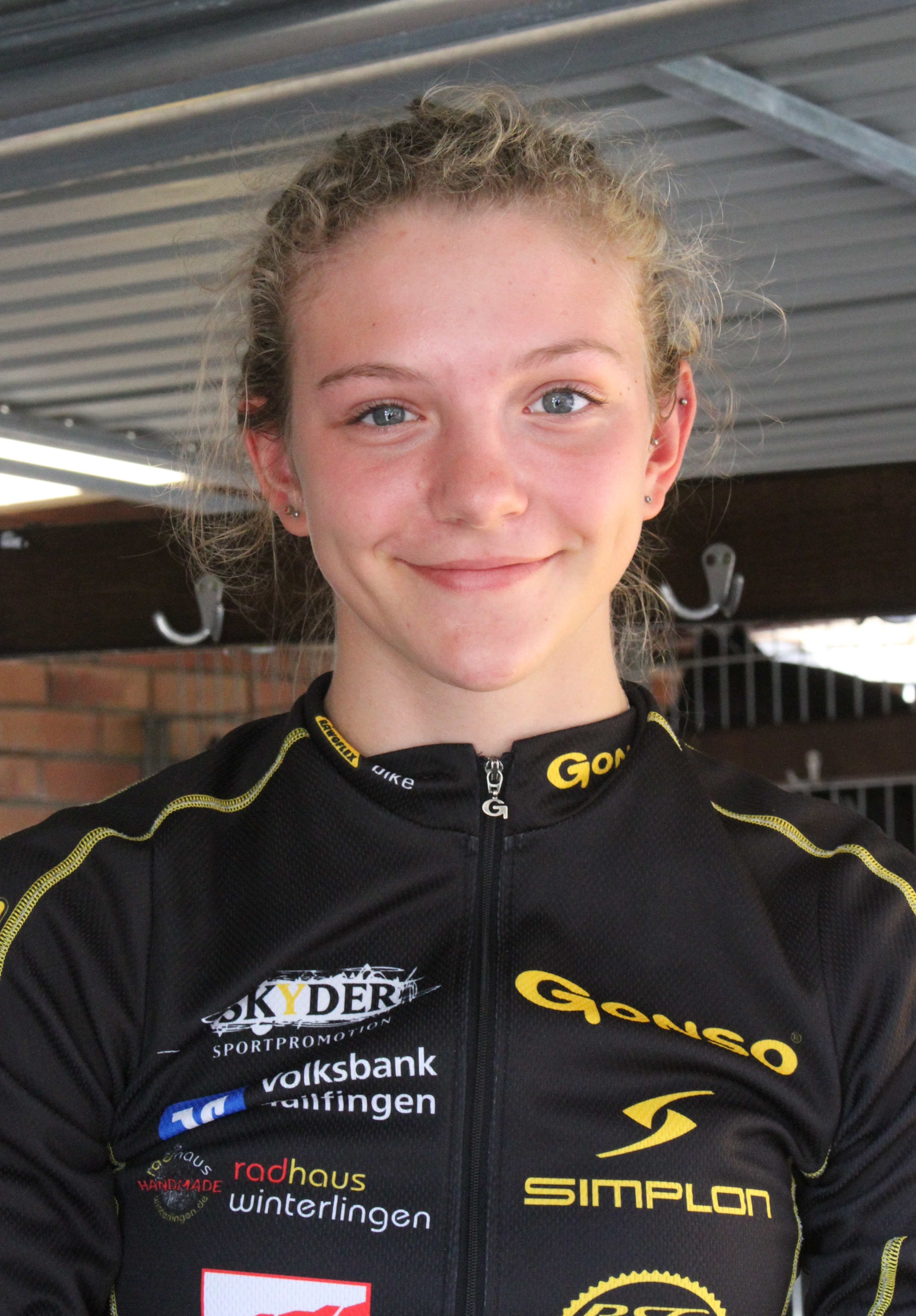
Die deutsche Juniorin Alessa-Catriona Pröpster (hier 2016) holte zweimal Gold, einmal Silber und einmal Bronze

### Sprint
| Platz | Sportler             | Land | Zeit (s)              |
| ----- | -------------------- | ---- | --------------------- |
|       | Konstantinos Livanos | GRE  | 10,627 (1) 10,388 (2) |
|       | Julien Jäger         | GER  |                       |
|       | Daan Kool            | NED  | 10,570 (1) 10,570 (2) |

| Platz | Sportlerin               | Land | Zeit (s)              |
| ----- | ------------------------ | ---- | --------------------- |
|       | Alessa-Catriona Pröpster | GER  | 11,599 (1) 11,481 (3) |
|       | Emma Finucane            | GBR  | 11,864 (2)            |
|       | Taky Marie-Divine Kouamé | FRA  | 12,295 (1) 11,970 (2) |

### Keirin
| Platz | Sportler        | Land |
| ----- | --------------- | ---- |
|       | Julien Jäger    | GER  |
|       | Iwan Gladyschew | RUS  |
|       | Daan Kool       | NED  |

| Platz | Sportlerin               | Land |
| ----- | ------------------------ | ---- |
|       | Alessa-Catriona Pröpster | GER  |
|       | Nikola Seremak           | POL  |
|       | Taky Marie-Divine Kouamé | FRA  |

### Teamsprint
| Platz | Sportler                                       | Land | Zeit (s) |
| ----- | ---------------------------------------------- | ---- | -------- |
|       | Domenic Kruse Laurin Drescher Julien Jäger     | GER  | 45,526 G |
|       | Konrad Burawski Szymon Welens Mateusz Sztrauch | POL  | 45,756 G |
|       | Tijmen van Loon Daan Kool Gino Knies           | NED  | 45,862 B |

| Platz | Sportlerin                                  | Land | Zeit (s) |
| ----- | ------------------------------------------- | ---- | -------- |
|       | Nikola Seremak Nikola Wielowska             | POL  | 34,718 G |
|       | Emma Finucane Charlotte Robinson            | GBR  | 35,166 G |
|       | Christina Sperlich Alessa-Catriona Pröpster | GER  | 35,133 B |

### Zeitfahren
| Platz | Sportler             | Land | Zeit (min) |
| ----- | -------------------- | ---- | ---------- |
|       | Konstantinos Livanos | GRE  | 1:01,825   |
|       | Daan Kool            | NED  | 1:01,827   |
|       | Matteo Bianchi       | ITA  | 1:02,222   |

| Platz | Sportlerin               | Land | Zeit (s) |
| ----- | ------------------------ | ---- | -------- |
|       | Emma Finucane            | GBR  | 35,563   |
|       | Alessa-Catriona Pröpster | GER  | 35,658   |
|       | Taky Marie-Divine Kouamé | FRA  | 35,917   |

### Einerverfolgung
| Platz | Sportler            | Land | Zeit (min)    |
| ----- | ------------------- | ---- | ------------- |
|       | Nicolas Heinrich    | GER  | 3:12,890 G DR |
|       | Tobias Buck-Gramcko | GER  | 3:13,933 G    |
|       | Leo Hayter          | GBR  | 3:16,197 B    |

| Platz | Sportlerin       | Land | Zeit (min) |
| ----- | ---------------- | ---- | ---------- |
|       | Elynor Bäckstedt | GBR  | 2:18,288 G |
|       | Lara Gillespie   | IRL  | 2:21,579 G |
|       | Camilla Alessio  | ITA  | 2:23,359 B |

### Mannschaftsverfolgung
| Platz | Sportler                                                                               | Land | Zeit (min)    |
| ----- | -------------------------------------------------------------------------------------- | ---- | ------------- |
|       | Max Rushby Alfred George Samuel Watson Leo Hayter Oscar Nilsson-Julien                 | GBR  | 4:01,338 G    |
|       | Igor Goschew wan Nowolodski Jewgeni Poludenko Ilja Tschegolkow Wlas Schitschkin        | RUS  | 4:03,334 G    |
|       | Hannes Wilksch Tobias Buck-Gramcko Nicolas Heinrich Pierre-Pascal Keup Moritz Kretschy | GER  | 4:01,680 B DR |

| Platz | Sportlerin                                                                           | Land | Zeit (min)    |
| ----- | ------------------------------------------------------------------------------------ | ---- | ------------- |
|       | Eleonora Gasparrini Camilla Alessio Giorgia Catarzi Sofia Collinelli Matilde Vitillo | ITA  | 4:26,951 G    |
|       | Elynor Bäckstedt Sophie Lewis Ella Barnwell Eluned King Amelia Sharpe                | GBR  | 4:35,777 G    |
|       | Finja Smekal Hanna Dopjans Paula Leonhardt Friederike Stern Hannah Buch              | GER  | 4:34,622 B DR |

### Ausscheidungsfahren
| Platz | Sportler              | Land |
| ----- | --------------------- | ---- |
|       | Tim Torn Teutenberg   | GER  |
|       | Panagiotis Karatsivis | GRE  |
|       | Lubos Kominek         | CZE  |

| Platz | Sportlerin            | Land |
| ----- | --------------------- | ---- |
|       | Daniek Hengeveld      | NED  |
|       | Amelia Sharpe         | GBR  |
|       | Taissija Tschurenkowa | RUS  |

### Scratch
| Platz | Sportler           | Land |
| ----- | ------------------ | ---- |
|       | Denis Denisow      | RUS  |
|       | Tim Wafler         | AUT  |
|       | Raúl García Pierna | ESP  |

| Platz | Sportlerin         | Land |
| ----- | ------------------ | ---- |
|       | Nikola Wielowska   | POL  |
|       | Lara Gillespie     | IRL  |
|       | Maike van der Duin | NED  |

### Punktefahren
| Platz | Sportler         | Land | Punkte |
| ----- | ---------------- | ---- | ------ |
|       | Wlas Schitschkin | RUS  | 80     |
|       | Enzo Leijnse     | NED  | 45     |
|       | Hannes Wilksch   | GER  | 39     |

| Platz | Sportlerin         | Land | Punkte |
| ----- | ------------------ | ---- | ------ |
|       | Matilde Vitillo    | ITA  | 32     |
|       | Lara Gillespie     | IRL  | 21     |
|       | Maike van der Duin | NED  | 13     |

### Omnium
| Platz | Sportler         | Land | Punkte |
| ----- | ---------------- | ---- | ------ |
|       | Casper van Uden  | NED  | 118    |
|       | Szymon Potasznik | POL  | 109    |
|       | Javier Serrano   | ESP  | 106    |

| Platz | Sportlerin          | Land | Punkte |
| ----- | ------------------- | ---- | ------ |
|       | Eleonora Gasparrini | ITA  | 146    |
|       | Ella Barnwell       | GBR  | 119    |
|       | Marija Miljajewa    | RUS  | 100    |

### Madison
| Platz | Sportler                          | Land | Punkte |
| ----- | --------------------------------- | ---- | ------ |
|       | Ilja Schegolkow Wlas Schitschkin  | RUS  | 56     |
|       | Enzo Leijnse Casper van Uden      | NED  | 45     |
|       | Luca Dressler Tim Torn Teutenberg | GER  | 35     |

| Platz | Sportlerin                           | Land | Punkte |
| ----- | ------------------------------------ | ---- | ------ |
|       | Elynor Bäckstedt Sophie Lewis        | GBR  | 29     |
|       | Daniek Hengeveld Maike van der Duin  | NED  | 21     |
|       | Eleonora Gasparrini Sofia Collinelli | ITA  | 20     |

## Medaillenspiegel
| Rang  | Land                   | Gold | Silber | Bronze | Gesamt |
| ----- | ---------------------- | ---- | ------ | ------ | ------ |
| 1     | Deutschland            | 13   | 4      | 7      | 24     |
| 2     | Vereinigtes Königreich | 7    | 5      | 2      | 14     |
| 3     | Russland               | 6    | 3      | 7      | 16     |
| 4     | Italien                | 6    | 2      | 4      | 12     |
| 5     | Niederlande            | 4    | 7      | 6      | 17     |
| 6     | Polen                  | 3    | 5      | 2      | 10     |
| 7     | Frankreich             | 2    | 7      | 7      | 16     |
| 8     | Griechenland           | 2    | 1      | 0      | 3      |
| 9     | Belgien                | 1    | 1      | 2      | 4      |
| 10    | Irland                 | 0    | 3      | 0      | 3      |
| 11    | Portugal               | 0    | 2      | 0      | 2      |
| 12    | Tschechien             | 0    | 1      | 2      | 3      |
| 12    | Schweiz                | 0    | 1      | 2      | 3      |
| 14    | Ukraine                | 0    | 1      | 1      | 2      |
| 15    | Österreich             | 0    | 1      | 0      | 1      |
| 16    | Spanien                | 0    | 0      | 2      | 2      |
| Total | Total                  | 44   | 44     | 44     | 132    |

## Aufgebote

### Bund Deutscher Radfahrer

#### U23
- Frauen (Ausdauer): Franziska Brauße, Michaela Ebert, Lena Charlotte Reißner, Laura Süßemilch, Lea Lin Teutenberg
- Männer (Ausdauer): Richard Banusch, Calvin Dik, Felix Groß, Moritz Malcharek, Elias Richter, Sebastian Schmiedel
- Frauen (Kurzzeit): Lea Sophie Friedrich, Emma Götz
- Männer (Kurzzeit): Elias Edbauer, Carl Hinze, Anton Höhne, Nik Schröter

#### Junioren
- Juniorinnen (Ausdauer): Hannah Buch, Hanna Dopjans, Paula Leonhardt, Friederike Stern, Finja Smekal, Lea Waldhoff
- Junioren (Ausdauer): Tobias Buck-Gramcko, Luca Dreßler, Nicolas Heinrich, Pierre-Pascal Keup, Moritz Kretschy, Tim Torn Teutenberg, Hannes Wilksch
- Juniorinnen (Kurzzeit): Katharina Albers, Alessa-Catriona Pröpster, Christina Sperlich
- Junioren (Kurzzeit): Laurin Drescher, Julien Jäger, Dominic Kruse, Paul Schmidt

### Österreichischer Radsport-Verband

#### U23
- Valentin Götzinger

#### Junioren
- Tim Wafler, Paul Buschek, Stefan Kovar

### Swiss Cycling

#### U23
- Frauen: Michelle Andres, Léna Mettraux, Aline Seitz
- Männer: Robin Ender, Robin Froidevaux, Marc Frossard, Mauro Schmid, Valère Thiébaud, Alex Vogel

#### Junioren
- Dominik Bieler, Fabio Christen, Nicolò De Lisi, Damien Fortis, Fabian Weiss